# 徐蘭旅客専用線

徐蘭旅客専用線

徐蘭旅客専用線（じょらんりょかくせんようせん、中文表記: 徐兰客运专线、英文表記: Xuzhou–Lanzhou Passenger Dedicated Line）は、中華人民共和国の江蘇省徐州市と甘粛省蘭州市を結ぶ高速鉄道路線。2017年7月9日に全線開通した。

## 概要
中華人民共和国の「四縦四横」高速鉄道ネットワーク計画のうちの1本の横路線である。以下の路線から構成される。詳細は下記を参照されたい。
- 鄭徐旅客専用線（徐州東駅 - 鄭州東駅）
- 鄭西旅客専用線（鄭州東駅 - 西安北駅）
- 西宝旅客専用線（西安北駅 - 宝鶏南駅）
- 宝蘭旅客専用線（宝鶏南駅 - 蘭州西駅）

在来線の隴海線と並行する。